# Фермерско-гражданское движение
Фермерско-гражданское движение (нидерл. BoerBurgerBeweging, BBB) — аграрная политическая партия в Нидерландах. Штаб-квартира находится в Девентере в провинции Оверэйссел. Политический лидер партии Кэролайн ван дер Плас, которая основала её в 2019 году. 1 июня 2021 года председателем партии избран Эрик Стегинк.

## История
Партия образована в 2019 году.
По результатам парламентских выборов 2021 года набрала 104 319 голосов (1 %) и получила 1 место в Палате представителей Нидерландов.
«Фермерско-гражданское движение» выиграло провинциальные выборы 15 марта 2023 года, одержав победу во всех 12 провинциях. На выборах 30 мая набранные голоса трансформировались в 16 из 75 мест в Сенате.